# Johnny Mize
John Robert Mize (Demorest, 7 gennaio 1913 – Demorest, 2 giugno 1993) è stato un giocatore di baseball statunitense che ha giocato nel ruolo di prima base nella Major League Baseball (MLB). È stato introdotto nella National Baseball Hall of Fame nel 1981.

## Carriera

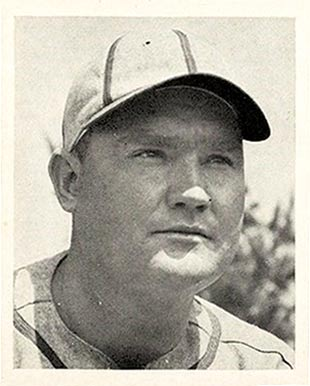
Mize con i Cardinals

Mize era conosciuto come "Big Jawn" o "The Big Cat" per la sua difesa in prima base. Nel 1937 ebbe una media battuta di .364 ma il compagno ai St. Louis Cardinals Joe Medwick si prese il titolo di miglior battitore con una media di .374. Nel 1939 Mize finì secondo nel premio di MVP dopo avere guidato la lega con .349 in battuta e 28 fuoricampo. I suoi 43 home run del 1940 stabilirono un record di franchigia che resistette per quasi sessant'anni. Alla fine della stagione 1941, tuttavia, il general manager dei Cardinals Branch Rickey, famoso per cedere i propri giocatori prima che iniziasse il loro declino, scambiò Mize con i New York Giants. Nel 1942 batté con la minore media in carriera (.305) ma fece registrare 26 home run e guidò la National League con 110 punti battuti a casa (RBI).
Mize passò dal 1943 al 1945 a servire nell'Esercito durante la seconda guerra mondiale. Fece ritorno ai Giants 1946 ma una frattura a un dito del piede gli impedì di vincere il titolo dei fuoricampo, conquistato da Ralph Kiner dei Pittsburgh Pirates. Nel 1947 si riprese battendo 51 home run, il massimo della lega assieme a Kiner. Guidò anche la NL in punti e RBI diventando anche il primo giocatore a subire meno di 50 strikeout e battere 50 fuoricampo. Nel 1948, Mize e Kiner guidarono ancora la lega con 40 fuoricampo. Fu scambiato con i New York Yankees nella seconda metà della stagione 1949 dopo essersi lamentato del tempo in campo.
Mize trascorse le ultime cinque stagioni della carriera con gli Yankees, la maggior parte come giocatore a mezzo servizio, fino al 1953. Fu tuttavia ricordato come un valido contributore in una squadra che vinse cinque World Series consecutive. Malgrado l'avere passato parte della stagione 1950 nelle minor league per recuperare da un infortunio, batté 25 home run, diventando il secondo giocatore a raggiungere quota 25 in entrambe le leghe. Nelle World Series 1952 contro i Brooklyn Dodgers Mize batté tre fuoricampo, uno dei quali come sostituto battitore, e fu derubato di un quarto dall'esterno destro dei Dodgers Carl Furillo, che fece un salto oltre la recinzione nell'undicesimo inning salvando la vittoria dei Dodgers.

## Palmarès

### Club
- World Series: 5

New York Yankees: 1949, 1950, 1951, 1952, 1953

### Individuale
- MLB All-Star: 10

1937, 1939–1942, 1946–1949, 1953
- Miglior battitore della National League: 1

1939
- Leader della National League in fuoricampo: 4

1939, 1940, 1947, 1948
- Leader della National League in punti battuti a casa: 3

1940, 1942, 1947